# (27879) Shibata
Pour les articles homonymes, voir Shibata (homonymie).
(27879) Shibata est un astéroïde de la ceinture principale.

## Description
(27879) Shibata est un astéroïde de la ceinture principale. Il fut découvert le 15 février 1996 à Nanyo par Tomimaru Okuni. Il présente une orbite caractérisée par un demi-grand axe de 2,32 UA, une excentricité de 0,09 et une inclinaison de 5,7° par rapport à l'écliptique.

## Compléments